# Radiant House
 (avril 2020).
Pour les articles homonymes, voir Radiant (homonymie).
Radiant House est un bâtiment architecturalement remarquable de Mortimer Street, dans la Cité de Westminster, à Londres. C'est un bâtiment classé grade II,,.
Le bâtiment a été commandé par Ernest Eugene Pither pour honorer la mémoire de Sophia Elizabeth Pither, née Bézier, et il a été achevé en janvier 1915. Le bâtiment a été conçu par Francis Léon Pither, bien qu'une plaque sur le bâtiment montre "FM Elgood, FRIBA" en tant qu'architecte.